# Liber aureus Prumiensis

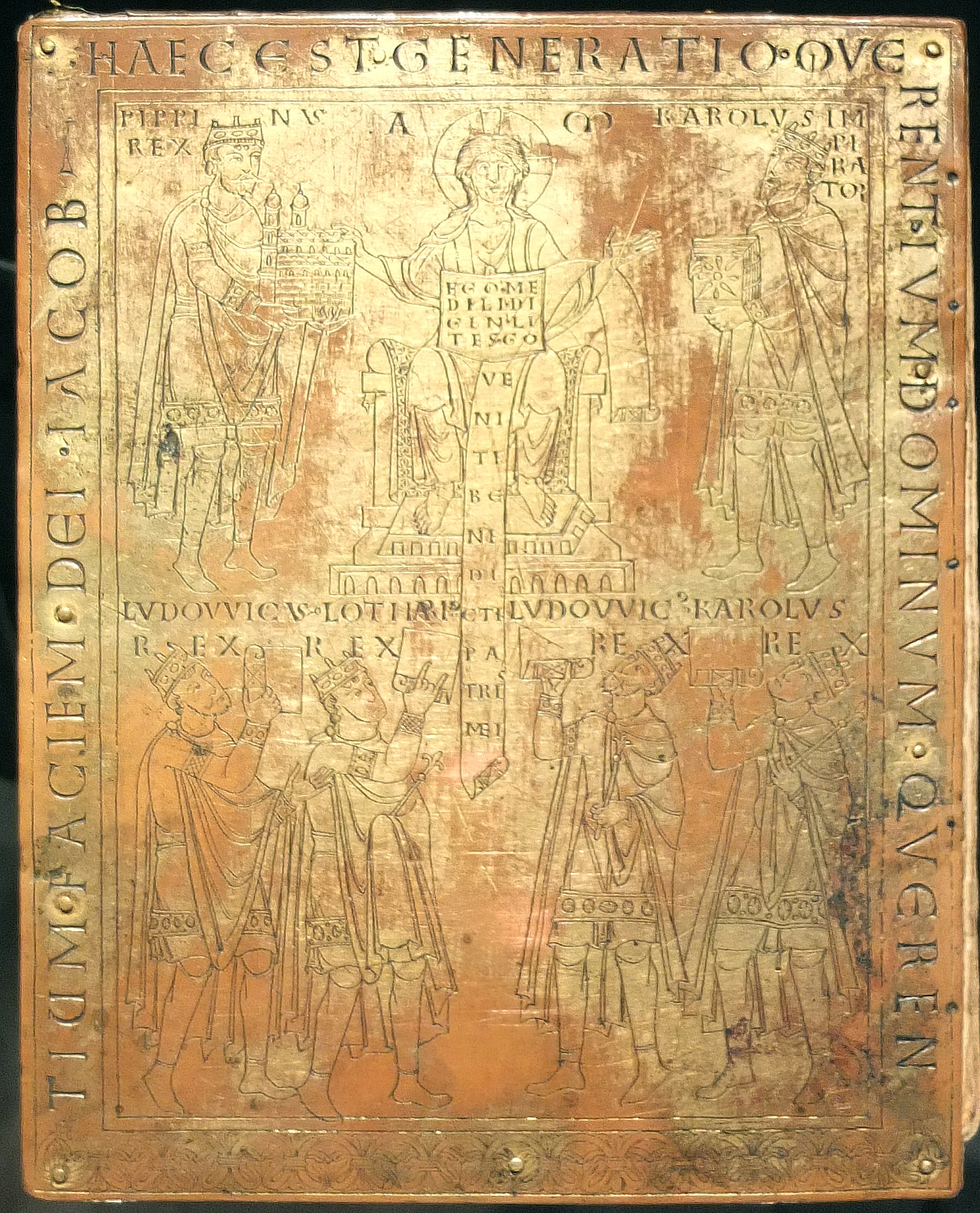
Einband des Liber aureus aus Prüm

Das Liber aureus Prumiensis (Goldenes Buch von Prüm) ist ein Kopialbuch der Abtei Prüm mit Urkundenabschriften vom 8. bis zum 12. Jahrhundert.
Die im Jahr 721 gegründete Benediktinerabtei St. Salvator in Prüm erhielt von sämtlichen Herrschern des Karolingerhauses wertvolle Urkunden, die nur mühsam bei zwei Normanneneinfällen gegen Ende des 9. Jahrhunderts gerettet werden konnten. In der Folgezeit fertigte man Abschriften dieser und anderer Urkunden an und fügte sie zu einem Kopialbuch zusammen, das mit zwei kupfervergoldeten Deckeln geschmückt wurde.

## Geschichte
Nach dem zweiten Überfall der Normannen im Jahr 892 wurde Regino von Prüm zum Abt gewählt. Auf ihn gehen die Erfassung des Prümer Besitzes im Prümer Urbar zurück und auch das Vorhaben, die zweimal geretteten Urkunden in gesonderten Abschriften festzuhalten. Um das Jahr 900 kopierte man diese auf 54 Blätter, die heute den Beginn des Goldenen Buches bilden. Zu Beginn des 12. Jahrhunderts fügte man die Blätter der heutigen Zählung 1 und 10 hinzu. Dieser jüngere Teil enthält neben Zweitabschriften von Texten, die bereits im ersten Teil enthalten waren, überwiegend Privaturkunden aus dem 10. und 11. Jahrhundert. Die letzte Urkunde ist im Jahr 1103 ausgestellt. Die Arbeit wurde spätestens im Jahr 1105/06 abgeschlossen und das Buch erhielt seine endgültige Bindung und seine vergoldeten Deckel. Im Jahr 1222 fertigte der damalige Prümer Abt Caesarius von Milendonk eine wortgetreue Abschrift des Prümer Urbars an, in die er auch in kleinerer Schrift die zwischenzeitlich eingetretenen Veränderungen einfügte. Als im 15. Jahrhundert die Trierer Erzbischöfe versuchten, die Abtei Prüm in das Erzstift zu inkorporieren, legten die Mönche mehrfach das Goldene Buch vor, um ihre Privilegien zu sichern. Nach der durch Napoleon erzwungenen Auflösung der Abtei zu Ende des 18. Jahrhunderts gelangte das Goldene Buch als Geschenk des Büchersammlers Johann Peter Job Hermes († 1833) im Jahr 1820 in den Besitz der Stadtbibliothek Trier und trägt dort die Bezeichnung Hs. 1709.

## Inhalt
Die Handschrift enthält auf 114 Blättern Abschriften von insgesamt 116 Urkunden aus den Jahren 721 bis ca. 1103. Dabei sind nur 26 der Blätter, die erst nach dem Jahr 900 geschrieben wurden, darunter Listen Trierer Bischöfe (f. 108r), Prümer Äbte (f. 108v), Prümer Mönche (f. 109r), sowie Vita et miracula sancti Goaris Wandalbertis (f. 109r–110v) und Annales Necrologii Prumiensis (f. 111v–114v).

## Buchschmuck
Es gibt nur drei Seiten mit Abbildungen: auf f. 73b Medaillons salischer Herrscher sowie auf f. 74b ein Widmungsbild mit Karl dem Kahlen und Papst Nikolaus I. Das Blatt dazwischen lässt sich nach oben auf seine doppelte Höhe ausklappen und zeigt eine graphische Darstellung der Genealogie der Karolinger, Ottonen und Salier. Alle drei Bilder sind um 1106 gemalt worden.
Hervorzuheben ist der vergoldete Einband, dem die Handschrift die Bezeichnung Liber aureus verdankt. Auf den Eichenholzplatten von Vorder- und Rückdeckel im Format 27 × 19,5 cm wurden mit Stiften gleich große vergoldete Kupferplatten befestigt. Jede der beiden Platten ist identisch aufgeteilt und enthält in einem Leistenrahmen mit Blattornamenten oder Inschriften ein zentrales Bildfeld, das in zwei horizontale Streifen unterteilt ist. Auf dem Vorderdeckel erkennt man Christus in der Mitte, Pippin den Jüngeren (links), dem die Abtei die Neugründung von 752/762 verdankt, und Karl den Großen (rechts), darunter spätere Herrscher der Karolinger, nämlich von links nach rechts Ludwig der Fromme, Lothar I., Ludwig der Deutsche und Karl der Kahle. Auf dem rückseitigen Buchdeckel versammeln sich um die rechte Hand Gottes in jedem Register vier paarweise angeordnete Figuren, die als imperatores (Kaiser) und reges (Könige) bezeichnet werden.